# Pasman (isola)
Pasman o Pasmano (in croato Pašman)  è un'isola della Croazia, situata di fronte alla costa dalmata a sud di Zara, appartiene all'arcipelago zaratino. L'isola si trova a sud-est di Ugliano. 
Amministrativamente appartiene alla regione zaratina ed è divisa nei due comuni di Pasman e Tuconio (Tkon). Gli altri villaggi, tutti sulla costa orientale, sono (da nord a sud): Sdrelaz (Ždrelac), Bagno (Banj),  Dobropogliana o Pogliana Buona (Dobropoljana), Neviane (Nevidane), Barotul, Marigliano (Mrljane), e Crai o Valle Chiave (Kraj).

## Geografia
Pasmano è divisa dall'isola di Ugliano dallo stretto di Sdrelaz (Mali Ždrelac), dove un ponte unisce le due isole. Fino al X sec. le due isole erano unite. Si trova parallela alla costa dalmata da cui è divisa dal canale di Pasmano (Pašmanski kanal). La parte meridionale dell'isola è di fronte a Zaravecchia; ad ovest il canale di Mezzo (Srednji kanal) la divide dall'Isola Lunga e da Sit.
Pasman è lunga 22 km da punta Artina, a nord, alle meridionali punte Borogna Superiore e Borogna Inferiore (rt Gornji e Donji Borovnjak). L'isola ha una superficie di 60,11 km² e lo sviluppo costiero è di 70,20 km. L'elevazione maggiore è quella del monte Boccaglia o Bacoli (Bokolj) 272 m s.l.m., nella parte settentrionale dell'isola. La costa occidentale offre molte insenature riparate dalla bora: valle Cablin (uvala Kablin), valle Cavalla (uvala Kobiljak), valle Sant'Antonio (uvala Sv. Ante), val Saline di Pasmano (uvala Soline), valle Zincena (uvala Žinčena), valle Cruscevizza o porto Langin (uvala Lanðin con l'adiacente uvala Kruševica) e valle Tre Porti (Triluke). Sulla costa nord-orientale, dopo porto Sdrelaz (uvala Ždrelaščica), il tratto di mare tra Ugliano e Pasman, ci sono: valle Polazza (uvala Polača); valle San Luca (uvala Sv. Luka); valle Garma (uvala Taline), a sud del villaggio di Neviane; val Lucina (Lučina).

### Isole adiacenti

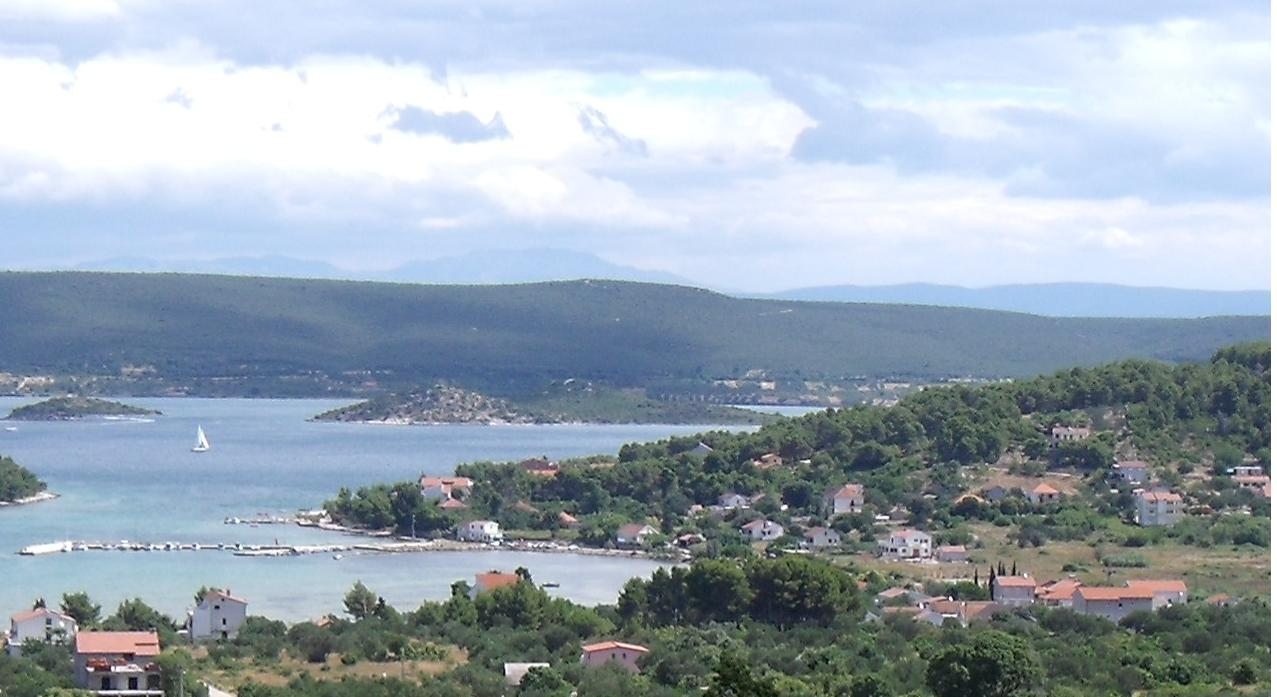
Il canale di Pasman visto da valle Garma.

Tra l'isola di Pasman e la costa dalmata, di fronte alle città di Torrette e Zaravecchia, ci sono molti piccoli isolotti appartenenti al comune di Pasman: 
- Germignago[21], Garmignago[8], Carmegnach[7] o Germignach[6] (Garmenjak), a 130 m dal promontorio Barotul, a nord di val Garma; isolotto rotondo con un diametro di circa 260 m[2] e l'altezza di 20 m[2]; ha un'area di 0,058 km²[1] e la costa lunga 0,87 km[1] 43°58′17″N 15°21′52″E.

- Scoglietto[22] (Školjić), scoglio a nord-ovest di Germignago, di fronte al villaggio di Neviane[8][9] (Neviđane); ha un'area di 1068 m²[23] 43°58′38″N 15°21′24″E.
- Galesno[4][8] (Galešnjak), l'isolotto a forma di cuore.
- Bisaccia Grande[4][24] (Vela Bisaga) 43°58′17″N 15°21′52″E, e Bisaccia Piccola[4][25] (Mala Biasaga), due scogli a nord-ovest di Galesno, detti anche Scogliarici[7]. Il maggiore, alto 14 m[2], ha un'area di 0,017 km²[1] e la costa lunga 0,5 km[1]; il minore ha un'area di 3298 m²[23], la costa lunga 214 m[23] e l'altezza di 7 m[2].
- Ricciul[4][26] (Ričul), isolotto rotondo dotato di un segnale luminoso[27] con una superficie di 0,023 km²[1], la costa lunga 0,5 km[1], alto 23 m[2]; si trova 200 m[2] a sud-est di Galesno 43°58′38″N 15°23′20″E.
- Camero (Komornik), a nord-est del villaggio di Pasman, di fronte a Torrette.
- Sant'Andrea (Babac), anch'esso di fronte ai villaggi di Pasman e Torrette; è il maggiore fra questi isolotti.
- Monton[8][28], Muntan[6] o Montan[7] (Muntan), isolotto lungo circa 650 m[2], con una superficie di 0,115 km²[1], la costa lunga 1,51 km[1], alto 10 m[2] 43°57′07″N 15°23′30″E.
- Dosaz Piccolo[8][29] o Panada[6] (Dužac Mali), isolotto lungo circa 290 m[2], alto 2 m[2], con una superficie di 0,026 km²[1] e la costa lunga 0,9 km[1], a circa 800 m dalla costa tra Monton e Dosaz Grande 43°56′40″N 15°23′57″E.
- Dosaz Grande[8][29], Duzaz[6] o Dusaz[7] (Dužac Veli), isolotto lungo circa 560 m[2], alto 8 m[2], con una superficie di 0,09 km²[1] e la costa lunga 1,37 km[1]; si trova a circa 900 m dalla costa 43°56′31″N 15°24′13″E.

Alcuni isolotti appartenenti ai comuni della costa dalmata:
- Fermo (Frmić), a sud-est di Sant'Andrea, appartiene al comune di Santi Filippo e Giacomo[30].
- Santa Caterina (Sveta Katarina), isolotto tra Tuconio e Zaravecchia; l'isolotto, assieme a Ostaria, fa parte della città di Zaravecchia[30].
- Ostaria (Oštarije), a sud-est di Zaravecchia, vicina alla costa dalmata.

Isolotti appartenenti al comune di Tuconio:
- Zavatta[31][32], Zavolta[8], Zavata[6][33] o Ciavatolo[7] (Čavatul), scoglio rotondo, di circa 120 m[2] di diametro; ha un'area di 0,013 km²[1], la costa lunga 0,422 km[1] e l'altezza di 11 m[2]; si trova 260 m circa a sud-est di Dosaz Grande 43°56′20″N 15°24′43″E.
- Piana[4][8], Planaz[34] o Clanaz[6][33] (Planac), isolotto a nord-est di Tuconio, a circa 1,5 km[2], con una superficie di 0,066 km²[1], la costa lunga 1,01 km[1], alto 16 m[2]. L'isolotto è dotato di un segnale luminoso a nord-est[35] 43°56′18″N 15°25′34″E.
- Petrer[21] o Kamicich[6] (Gnalić), scoglio circa 1,10 km a sud-est di punta Borogna; misura circa 100 m di lunghezza[2], ha un'area di 5077 m²[30], la costa lunga 272 m[30] ed è alto10,8 m[2] 43°53′07″N 15°28′07″E.
- Gangaro, isoletta di forma allungata, quasi 2 km a sud.
- Sisagno (Žižanj), isoletta di forma irregolare a sud di Pasmano, tra quest'ultima e Gangaro.
- Asinello Grande[36] o Osliak[18] o Ossliak[6] (Ošljak Veli), scoglio rotondo (diametro circa 100 m[2]) a sud-ovest di punta Borogna, a 1,5 km[2]; ha un'area di 0,011 km²[23], la costa lunga 376 m[23] ed è alto10,8 m[2] 43°52′34″N 15°26′18″E.
- Asinello Piccolo[36] (Ošljak Mali), piccolo scoglio a est-nord-est a 1,1 km di distanza[2], con un'area di 2290 m²[23] e l'altezza di 4 m[2] 43°52′36″N 15°26′49″E.
- Isolotti Cottola (Kotula Vela, Kotula Mala e Runjava Kotula), a sud-est.
- Cossara (Košara), isoletta in direzione sud-ovest, a circa 1,2 km.
- Oliveto[37], Maslignak[18] o Mazlignak[7] (Košarica o Maslinjak), isolotto lungo circa 320 m[2] situato tra Cossara e la costa di Pasmano, ha un'area di 0,034 km²[1], la costa lunga 0,78 km[1] ad è alto 17 m[2] 43°53′23″N 15°24′40″E. 
  - Un piccolo scoglio chiamato Capo di Maslignak (Glava od Maslinjaka), alto 6 m[2], si trova accanto alla punta sud-est di Oliveto; ha un'area di 1047 m²[23]43°54′01″N 15°24′22″E.
- Orlich[38] o Orlik[18] (Orlić), scoglio a soli 60 m dalla costa di Pasman, a nord di Cossara; ha un'area di 5269 m²[23], la costa lunga 263 m[23] ed è alto 7 m[2] 43°53′19″N 15°24′48″E.
- Langhin[39] o Langinik[18] (Lanðinić), piccolo scoglio a sud-est del promontorio Langin che divide la valle Zincena da porto Langin (uvala Lanðin) detta anche val Cruscevizza[19]; lo scoglio ha un'area di 5371 m²[23] e la costa lunga 299 m[23] 43°54′20″N 15°23′10″E. Lo scoglio rientra nel comune di Pasman.

Ad ovest, divisi dal canale di Mezzo, un gruppo di isolotti che appartiene alle Incoronate:
- Diccovizza[7][40] o Beccarizza[6][41] (Bikarijica), scoglio rotondo con una superficie di 0,025 km²[1], uno sviluppo costiero di 0,58 km[1] e l'altezza di 15 m[2]; situato 910 m a sud-est di Gangarol 43°53′20″N 15°21′06″E.
- Gangarol, isolotto a circa 1,7 km da Pasman.
- Sitno (Šćitna), a sud-est, tra Gangarol e Sit.
- Sit, parallelo alla costa di Pasman, a circa 2,5 km[2].
- Isolotti Balabra (Balabra Velika e Balabra Mala), a nord-ovest della punta settentrionale di Sit.

## Storia
Abitata dalla fine del Neolitico, presenta resti di castellieri e tombe illiriche e molti reperti di epoca romana. Il nome Postimana o Postimanum risale al X sec., in quanto prima era tutt'uno con Ugliano. Si chiamava anche Flaveico, Flavisco e Kastan nell'XI secolo. Passò alla repubblica di Venezia nel 1409.

### Cartografia
- (HR) Mappa topografica della Croazia 1:25000, su preglednik.arkod.hr. URL consultato l'8 aprile 2017.
- G. Giani, Carta prospettiva delle Comuni censuarie della Dalmazia, foglio 2, 1839. Fondo Miscellanea cartografica catastale, Archivio di Stato di Trieste.
- Carta di cabottaggio del mare Adriatico, foglio VII, Milano, Istituto geografico militare, 1822-1824. URL consultato il 12 aprile 2017 (archiviato dall'url originale il 13 aprile 2013).